# UFC Fight Night: Swick vs Burkman
UFC Fight Night: Swick vs. Burkman (noto anche come UFC Fight Night 12) è stato un evento di arti marziali miste (MMA) tenuto dall'Ultimate Fighting Championship (UFC) il 23 gennaio 2008 , al Palms Casino Resort a Las Vegas, Nevada.

## Retroscena
L'evento principale ha visto la partecipazione degli ex concorrenti di The Ultimate Fighter Mike Swick e Josh Burkman in un incontro dei pesi welter. Questo evento è stato il debutto di Swick nei pesi welter, poiché aveva gareggiato nei pesi medi prima dello spettacolo.

## Risultati

### Card preliminare
- Incontro categoria Pesi Leggeri:  Matt Wiman contro  Justin Buchholz

Wilman sconfisse Buchholz per sottomissione (rear-naked choke) a 2:56 del primo round.
- Incontro categoria Pesi Leggeri:  Corey Hill contro  Joe Veres

Hill sconfisse Veres per TKO (pugni) a 0:37 del secondo round.
- Incontro categoria Pesi Leggeri:  Jeremy Stephens contro  Cole Miller

Stephens sconfisse Miller per TKO (pugni e gomitate).
- Incontro categoria Pesi Leggeri:  Gray Maynard contro  Dennis Siver

Maynard sconfisse Siver per decisone unanime (29-28, 30-27, 29-28)
- Incontro categoria Pesi Leggeri:  Kurt Pellegrino contro  Alberto Crane

Pellegrino sconfisse Crane per TKO (pugni) a 1:55 del secondo round.

### Card principale
- Incontro categoria Pesi Leggeri:  Nate Diaz contro  Alvin Robinson

Diaz sconfisse Robinson per sottomissione (triangle choke) a 3:39 del primo round.
- Incontro categoria Pesi Leggeri:  Thiago Tavares contro  Michihiro Omigawa

Tavares sconfisse Omigawa per decisione unanime (30-27, 29-28, 30-27)
- Incontro categoria Pesi Medi:  Patrick Côté contro  Drew McFedries

Côté sconfisse McFedries per TKO (pugni) a 1:44 del primo round.
- Incontro categoria Pesi Welter:  Mike Swick contro  Josh Burkman

Swick sconfisse Burkman per decisione di maggioranza (29-28, 29-28, 29-29)